# Gustavo Cola Cancela
Gustavo Eduardo Cola Cancela (Montevideo, Uruguay, 15 de octubre de 1951 - 29 de octubre de 2019) fue un economista, contador y político uruguayo, quien se desempeñó como subsecretario del entonces Ministerio de Industria y Energía en 1986-1988 y como presidente de PLUNA entre 1988 y 1990.

## Primeros años
Nació en Montevideo el 15 de octubre de 1951.
Cursó estudios en la Facultad de Ciencias Económicas de la Universidad de la República, donde se graduó como economista y contador público.
A partir de 1978 fue docente de Economía Internacional en dicha facultad.
Trabajó en el entonces Ministerio de Agricultura y Pesca como coordinador de asistencia técnica institucional del proyecto de desarrollo citrícola en la Comisión Honoraria Nacional del Plan Citrícola.
Entre 1981 y 1984 fue periodista del semanario Búsqueda sobre temas económicos.

## Subsecretario de Industria y Energía
El 25 de abril de 1986, el presidente Julio María Sanguinetti y su nuevo ministro de Industria y Energía Jorge Presno designaron a Cola Cancela como nuevo subsecretario de dicha cartera,sucediendo a Fernando Crispo Capurro.
Permaneció en dicho cargo durante casi dos años y medio, siendo sucedido por Oscar López de la Fuente.

## Presidente de PLUNA
El 22 de setiembre de 1988 fue designado por el gobierno de Sanguinetti como presidente del directorio de Primeras Líneas Uruguayas de Navegación Aérea (PLUNA),sucediendo en el cargo a Emilio Conforte.
Ocupó el puesto durante un año y medio, renunciando al asumir el nuevo gobierno de Luis Alberto Lacalle. Fue sustituido entonces provisoriamente por Luis Alberto Menéndez, y luego por Washington Neme.

## Actividades posteriores
En años posteriores se dedicó a la actividad privada, actuando como síndico y asesor económico de empresas.
En 1991 fue cofundador de la publicación periódica Análisis económico.
Entre 1995 y 1997 se desempeñó como presidente de PLUNA SA,nueva empresa de capital mixto de cuyo capital accionario poseía un porcentaje el ente autónomo PLUNA. 
En 2003 fue nombrado integrante del Directorio del Nuevo Banco Comercial.
En 2018 fue electo miembro de la junta directiva de la mutualista Casa de Galicia.
Afiliado al Partido Colorado, participó en distintas actividades vinculadas al mismo.
En 2018 integraba la directiva de las agrupaciones nacionales Renovación Colorada y Batllista y Unión Colorada y Batllista.

## Vida personal. Fallecimiento
Era hijo de Carlos Ulises Cola Campodónico (25 de enero de 1917-8 de junio de 2019)y de Olga Elida Cancela Cammi (19 de enero de 1921-28 de julio de 2018)quienes se casaron en 1943 y permanecieron unidos en matrimonio durante 75 años.
Contrajo matrimonio en 1992 con Inés Cibils Antuña (30 de junio de 1955-10 de julio de 2020), con quien tuvo un hijo, Guillermo Cola Cibils.
Gustavo Cola Cancela falleció en Montevideo el 29 de octubre de 2019, a los 68 años de edad.